# 博阿內區
26°02′49″S 32°20′02″E / 26.047°S 32.334°E

博阿內區（葡萄牙語：Boane），是莫桑比克的行政區，位於該國南部，由馬普托省負責管轄，首府設於博阿內，面積815平方公里，2007年人口98,964，人口密度每平方公里120人。